# Dünnbach
Der knapp 30 Kilometer lange  Dünnbach gehört zu den Bächen in Rheinland-Pfalz, die aus dem Hunsrück in Richtung Mosel fließen. Er ist ein rechter Zufluss des Flaumbachs.

## Name
Die schriftliche erste Erwähnung fand 1342 als Dyme statt.  In der Neuzeit wurde der Name zu dünn umgedeutet. Der Name leitet sich vermutlich von der uridg. Wurzel *deih¹ mit der Bedeutung 'dahinjagen' ab und hätte demnach die ungefähre Bedeutung 'wilder Bach'.

## Verlauf
Die Quelle des Dünnbach entspringt südöstlich am Waldrand bei Frankweiler und wird nach wenigen hundert Metern Bleidenbach genannt. Im Tal zwischen Beltheim und Gödenroth mündet der Gödenrother Bach in den Bleidenbach, der ab hier den Namen Deimerbach führt.
Eine weitere starke Quelle entspringt auf 450 m ü. NHN östlich von Kastellaun bei Hollnich und fließt als Oberbach, zuletzt Unterbach, nordwestwärts zum Deimersbach. Der am Westrand von Kastellaun entspringende Trimmbach fließt in nördlicher Richtung durch ein Tal ohne größere Siedlungen zum Deimerbach. Unterhalb von Korweiler mündet der sehr viel weniger Wasser führende Reuschbach in den Deimerbach, der ab dem Mörzer Tal wieder Dünnbach genannt wird. 
Nach 29,7 km mündet er in Treis-Karden als rechter Nebenbach in den Flaumbach, kurz bevor dieser seinerseits von rechts in die Mosel fließt.

## Sehenswürdigkeiten
Auf einem Bergrücken zwischen dem Zusammenfluss von Flaumbach und Dünnbach liegen die teilrestaurierte Wildburg und die Ruine der Burg Treis.

## Namensgeber
Der Dünnbach gab der Traumschleife 99 „Dünnbachpfad“ des Saar-Hunsrück-Steiges ihren Namen, die ihn im Mittellauf westlich von Zilshausen mehrmals berührt.